# Griphosphaerioma
Griphosphaerioma — рід грибів родини Amphisphaeriaceae. Назва вперше опублікована 1918 року.